# Katharina Ulrike Merschová
Katharina Ulrike Merschová (* 1980) je německá historička. Publikovala práce o ženských řeholních společenstvech, znázorňování jejich donátorek, vztazích ženských konventů s farními obcemi, nápisech v klášterech a vztahu klášterních knihoven k vybavení jejich kostelů.

## Životopis
V letech 1999–2004 studovala dějiny a hudební vědu, později religionistiku a dějiny umění na univerzitě v Göttingenu. V letech 2005–2008 byla členkou International Max Planck Research School „Werte und Wertewandel in Mittelalter und Früher Neuzeit“ na Max-Planck-Institut für Geschichte a v letech 2008–2009 stipendistkou Göttinger Graduiertenschule für Geisteswissenschaften. Během studia pobývala na univerzitách v Paříži a Budapešti. V roce 2010 obhájila na Göttingenské univerzitě práci o sociální dimenzí vizuální komunikace v ženských komunitách ve vrcholném a pozdním středověku. Od října 2010 pracuje Katharina Merschová jako členka Max-Weber-Kolleg erfurtské univerzity na svém habilitačním projektu o zájmech a strategiích laiků při řešení sporů o exkomunikaci v pozdním středověku.
Dne 26. září 2012, v rámci 49. sjezdu německých historiků v Mohuči, udělilo sdružení pro výzkum dějin žen Arbeitskreis Historischer Frauenforschung Katharině Merschové cenu za nejlepší dizertaci v oboru ženských a genderových dějin.

## Dílo
- Katharina Mersch: Soziale Dimensionen visueller Kommunikation in hoch- und spätmittelalterlichen Frauenkommunitäten – Stifte, Chorfrauenstifte und Klöster im Vergleich, Göttingen 2012 (Nova Mediaevalia 10) (ukázka z knihy je dostupná na: http://www.v-r.de/pdf/titel_leseprobe/1008443/978-3-89971-930-7.pdf%5B%5D)
- Eule oder Nachtigall? Tendenzen und Perspektiven kulturwissenschaftlicher Werteforschung, hrsg. von Marie-Luisa Allemeyer, Katharina Behrens und Katharina Ulrike Mersch. Göttingen 2007
- Eule oder Nachtigall? Überlegungen zum Wert historischer Werteforschung, in: Eule oder Nachtigall? Tendenzen und Perspektiven kulturwissenschaftlicher Werteforschung, hrsg. von Marie-Luisa Allemeyer, Katharina Behrens und Katharina Ulrike Mersch. Göttingen 2007, S. 9-34.
- Stifterinnenbilder im Kontext gemeinschaftlicher Tradition. Essen und Quedlinburg im Vergleich, in: Pro remedio et salute anime peragemus … Totengedenken am Frauenstift Essen im Mittelalter, hrsg. von Thomas Schilp und Michael Schlagheck. Essen 2008 (Essener Forschungen zum Frauenstift 6), S. 213-230.
- Orte der Interaktion zwischen Frauenkonventen und Pfarrgemeinde: Das Beispiel der Taufsteine, in: Frauenstifte, Frauenklöster und ihre Pfarreien, hrsg. von Hedwig Röckelein. Essen 2009 (Essener Forschungen zum Frauenstift 7), S. 169–190.
- Společně s Christine Wulf: Klöster und Inschriften – Einführung in das Tagungsthema, in: Klöster und Inschriften - Glaubenszeugnisse gestickt, gemalt, gehauen, graviert. Beiträge zur gleichnamigen Tagung am 30. Oktober 2009 im Kloster Lüne, hrsg. von Christine Wulf, Sabine Wehking, Nikolaus Henkel. Wiesbaden 2010.
- Innovationen auf der Grundlage von Traditionen: Kanonikerreform, Selbstreflexivität und Konventsgeschichte im Miniaturenprogramm des Hohenburger Hortus Deliciarum, in: Innovation in Klöstern und Orden des Hohen Mittelalters - Aspekte und Pragmatik eines Begriffs, hrsg. von Mirko Breitenstein. Erscheint 2012 im Lit-Verlag als Band der Reihe Vita Regularis.
- Zum Verhältnis von Klosterbibliothek und Kirchenausstattung: Das Chorfrauenstift Heiningen und das Benediktinerinnenkloster Ebstorf im Vergleich, in: Ausstellungskatalog 'Rosenkränze und Seelengärten– Einblicke in Büchersammlungen aus niedersächsischen Frauenklöstern' der Herzog August Bibliothek Wolfenbüttel, hrsg. von Britta Juliane Kruse, 2012.

V češtině dosud žádná její práce nebyla uveřejněná.